# Fnokurt
Cineraria er en planteslægt af arter fra Sydafrika. Herunder nogle af dens arter:
| Arter |

- Cineraria abyssinica
- Cineraria albicans
- Cineraria alchemilloides
- Cineraria anampoza
- Cineraria angulosa
- Cineraria aspera
- Cineraria atriplicifolia
- Cineraria austrotransvaalensis
- Cineraria canescens
- Cineraria cyanomontana
- Cineraria decipiens
- Cineraria deltoidea
- Cineraria dryogeton
- Cineraria erodioides
- Cineraria erosa
- Cineraria exilis
- Cineraria geraniifolia
- Cineraria glandulosa
- Cineraria gracilis
- Cineraria grandibracteata
- Cineraria huilensis
- Cineraria humifusa
- Cineraria lobata
- Cineraria longipes
- Cineraria magnicephala
- Cineraria mazoensis
- Cineraria mollis
- Cineraria multiflora
- Cineraria ngwenyensis
- Cineraria othonnoides
- Cineraria parvifolia
- Cineraria pinnata
- Cineraria platycarpa
- Cineraria pulchra
- Cineraria saxifraga
- Cineraria vagans
- Cineraria vallis-pacis

Slægten har tidligere rummet arter fra andre dele af verden (f.eks. De Kanariske Øer og Madeira), men de er nu optaget i slægterne Pericallis og Jacobaea.